# Resultados do Carnaval de Pelotas em 2004
Resultados do Carnaval de Pelotas em 2004. A campeã do grupo especial foi a escola General Telles com o enredo; No coração da Telles brilha a estrela Dicléa.

## Escolas de samba
| Grupo Especial  | Grupo Especial            | Grupo Especial  | Grupo Especial |
| Colocação       | Escola                    | Pontos          | Ref.           |
| --------------- | ------------------------- | --------------- | -------------- |
| 1º              | General Telles            | 158             | [ 3 ]          |
| 2º              | Estação Primeira do Areal | 154             | [ 3 ]          |
| 3º              | Acadêmicos da Saúde       | 154             | [ 3 ]          |
| 4º              | Unidos do Fragata         | 152             | [ 3 ]          |
| 5º              | Imperadores da Guabiroba  | 151,5           | [ 3 ]          |
| 6º              | Academia do Samba         | 146             | [ 3 ]          |
| 7º              | Imperatriz da Zona Norte  | 136,5           | [ 3 ]          |
| 8º              | Rosa Imperial             | 135             | [ 3 ]          |
| Grupo de Acesso |                           |                 |                |
| Colocação       | Escola                    | Pontos          | Ref.           |
| 1º              | Arautos da Baronesa       | 141,5           | [ 3 ]          |
| 2º              | Estácio de Sá             | Desclassificada | [ 3 ]          |
| 3º              | Ramiro Barcelos           | Desclassificada | [ 3 ]          |

## Escolas mirins
| Colocação | Escola               | Pontos | Ref.  |
| --------- | -------------------- | ------ | ----- |
| 1º        | Explosão do Futuro   | 156,5  | [ 3 ] |
| 2º        | Mocidade do Obelisco | 156    | [ 3 ] |
| 3º        | Acadêmicos da Lagoa  | 143    | [ 3 ] |
| 4º        | Anjos do Areal       | 140    | [ 3 ] |
| 5º        | Ramirinho            | 138    | [ 3 ] |
| 6º        | Águia de Ouro        | 132,5  | [ 3 ] |

## Blocos infantis
| Colocação | Entidade         | Pontos          | Ref   |
| --------- | ---------------- | --------------- | ----- |
| 1º        | Alegria do Samba | 49              | [ 3 ] |
| 2º        | Águia Branca     | 41,5            | [ 3 ] |
| *         | Trem da Alegria  | Desclassificada | [ 3 ] |

## Blocos burlescos
| Colocação | Entidade               | Pontos          | Ref   |
| --------- | ---------------------- | --------------- | ----- |
| 1º        | Bruxa da Várzea        | 50              | [ 3 ] |
| 2º        | Bafo da Onça           | 49,5            | [ 3 ] |
| 3º        | Mafa do Colono         | 47,5            | [ 3 ] |
| 4º        | Gaviões do Pestano     | 45,5            | [ 3 ] |
| 5º        | Traíras da Castilho    | 44,5            | [ 3 ] |
| 6º        | Sanatório da Guabiroba | 43,5            | [ 3 ] |
| 7º        | Linguarudas da Várzea  | 36,5            | [ 3 ] |
| 8º        | Candinha de Cerquinha  | 34              | [ 3 ] |
| 9º        | Vaca Louca da Várzea   | Desclassificada | [ 3 ] |
| 10º       | Malvadas do Arco-Íris  | Desclassificada | [ 3 ] |

## Bandas
| Colocação | Entidade                | Pontos | Ref   |
| --------- | ----------------------- | ------ | ----- |
| 1º        | Entre a Cruz e a Espada | 40     | [ 3 ] |
| 2º        | Ki-Folia                | 38,5   | [ 3 ] |
| 3º        | Banda Laranja           | 38,5   | [ 3 ] |
| 4º        | Ki-Bandaço              | 38     | [ 3 ] |
| 5º        | Dona da Noite           | 36     | [ 3 ] |
| 6º        | Lobos da Cerca          | 30     | [ 3 ] |
| 7º        | Império das Corujas     | 29,5   | [ 3 ] |
| 8º        | Bambum Sul              | 25,5   | [ 3 ] |